# Meesters der Vertelkunst
Meesters der Vertelkunst is een reeks van boeken, uitgevoerd in gebonden en in pocketvorm. De reeks verscheen tussen 1948 en 1975 bij uitgeverij J.M. Meulenhoff in Amsterdam
Hier volgen de verschenen titels:
- Meesters der Vertelkunst
- Meesters der Deense Vertelkunst
- Meesters der Amerikaanse Vertelkunst (2 delen)
- Meesters der Argentijnse Vertelkunst
- Meesters der Bulgaarse Vertelkunst
- Meesters der Franse Vertelkunst
- Meesters der Galante Vertelkunst (10 delen)
- Meesters der Portugese Vertelkunst
- Meesters der Vertelkunst uit de DDR
- Meesters der Russische Vertelkunst
- Meesters der Chinese Vertelkunst
- Meesters der Negervertelkunst
- Meesters der Jiddische Vertelkunst
- Meesters der Joegoslavische Vertelkunst
- Meesters der Japanse Vertelkunst
- Meesters der Poolse Vertelkunst
- Meesters der Hongaarse Vertelkunst
- Meesters der Ierse Vertelkunst
- Meesters der Spaanse Vertelkunst
- Meesters der Hebreeuwse Vertelkunst
- Meesters der Braziliaanse Vertelkunst
- Meesters der Zweedse Vertelkunst
- Meesters der Italiaanse Vertelkunst
- Meesters der Engelse Vertelkunst
- Meesters der Indische Vertelkunst
- Meesters der Roemeense Vertelkunst
- Meesters der Duitse Vertelkunst
- Meesters der Mexicaanse Vertelkunst
- Meesters der Europese Vertelkunst
- Meesters der Fantastische Vertelkunst (12 delen)
- Meesters der Nederlandse Vertelkunst na 1945
- Meesters der Vertelkunst, zevenendertig Verhalen uit de Moderne Literatuur